# Juan José Cabezudo
Juan José Cabezudo, apodado «El maricón» o «Comesuelas» (n.c. 1800, fallecido en 1860) fue un famoso cocinero afroperuano con un puesto de comida en la Plaza Mayor de Lima durante la primera mitad del siglo XIX. Viajeros, como Max Radiguet, escritores, como Ricardo Palma, pintores costumbristas, como Pancho Fierro y Francisco Javier Cortés y el estudio fotográfico de Eugenio Courret retrataron a Juan José. Su nombre se convirtió en sinónimo de "maricón" en la prensa política peruana del siglo XIX, lo que nos habla de la enorme visibilidad de este personaje, a quien se le reconoce desde la historia como el primer personaje peruano abiertamente homosexual.

## Biografía
Juan José Cabezudo fue un reconocido cocinero afrodescendiente, que tenía su puesto en el Portal de Escribanos de la Plaza Mayor de Lima, entre las décadas de 1820 y 1850. También conocido como Comesuelas o "maricón principal", Juan José era conocido por su excelente cocina y su habilidad para entretener a quienes comían en su puesto con una charla satírica y afeminada.
No se tiene una fecha cierta del nacimiento de Juan José Cabezudo y su primeros registros visuales son las acuarelas de Francisco Javier Cortés, que pertenecen a la colección del Museo de Arte de Lima. Una de estas imágenes lo representan con su típico sombrero de paja de ala ancha (perfecto para trabajar bajo el sol) y una camisa con volantes en las mangas, más bien, socialmente atribuido a las mujeres de la época. Sucede lo mismo con la camisa de lunares en la fotografía de Eugenio Courret, más tardía, que también sería más fácilmente identificable, a mediados del siglo XIX, como una prenda femenina. Incluso su nombre se menciona en la prensa como apresado por ser parte de una comparsa de «maricones», a fines de la década de 1820, recogida por el poema satírico titulado «Paseo a Amancaes».
Su fama de cocinero llegó al grado de recibir el encargo de realizar un almuerzo oficial en honor de Simón Bolívar, en su despedida del Perú, el 3 de septiembre de 1826. El almuerzo tuvo lugar en la Alameda de los Descalzos, cerca de lo que hoy se llama Plaza de Acho, en el distrito limeño de El Rímac. La importancia de este encargo la resalta la historiadora del arte Natalia Majluf en su libro La creación del costumbrismo, que analiza la exhibición de las acuarelas costumbristas de la donación Juan Carlos Verme en el MALI (2016), entre las cuales se encuentran varias dedicadas por Pancho Fierro y Francisco Javier Cortés a Juan José Cabezudo.
Gracias a las anotaciones de Ricardo Palma, sabemos que trabajaba larguísimas horas en su puesto de la calle Escribanos y que gracias a su trabajo lograba acumular importantes sumas de dinero, que perdía luego durante el verano, en las mesas de azar del balneario de Chorrillos.
También de acuerdo al escritor costumbrista Ricardo Palma, murió en Chorrillos en 1860, en la indigencia.

## Historiografía

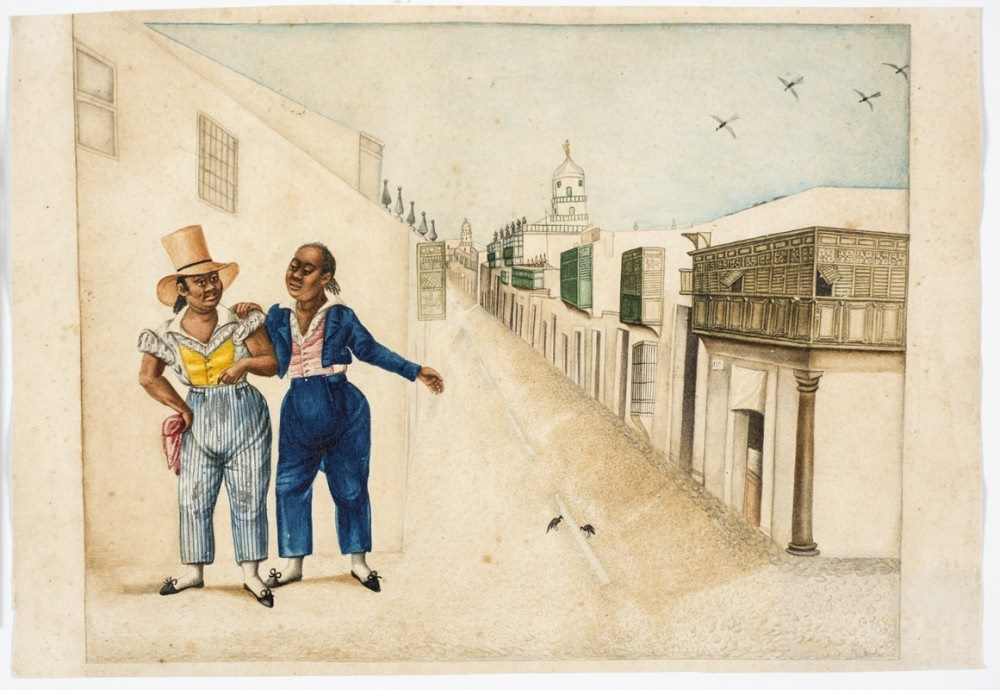
Juan José Cabezudo y un amigo. Acuarela de Javier Cortés, 1827.

Aunque la historiografía más tradicional no ha recuperado la importancia de este personaje histórico, la visibilidad de Juan José Cabezudo a través de las fuentes que lo retrataron resulta evidente. Además de referencias contemporáneas en prensa política, la vida de Cabezudo fue registrada por primera vez por el escritor peruano Ricardo Palma, quien escribió anotaciones sobre su fama, su homosexualidad y su travestismo. El escritor de viajes Max Radiguet menciona su vida. También fue retratado en una serie de acuarelas por Pancho Fierro, así como por Francisco Javier Cortés, y fue fotografiado por Eugenio Courret.
Más recientemente, las investigaciones reivindican su figura histórica como el primer personaje visiblemente homosexual en la historia del Perú. Según la historiadora Magally Alegre, Lima en el siglo XIX era una ciudad donde los hombres homosexuales podían llevar una vida relativamente abierta.